# Квинт Минуций Терм
Квинт Минуций Терм (на латински: Quintus Minucius Thermus; † 188 пр.н.е.) e политик на късната Римска република.
През 202 пр.н.е. Терм е военен трибун и служи в Африка при Сципион Африкански. През 201 пр.н.е. е народен трибун; 198 пр.н.е. едил, 197 пр.н.е. е в тройната комисия triumviri coloniis deducendis, 196 пр.н.е. е претор в Близка Испания и получава след това за военните си действия триумф.
През 193 пр.н.е. той е избран за консул с колега Луций Корнелий Мерула. Получава провинция Лигурия с база Пиза, на която е проконсул от 191 до 190 пр.н.е. Получава след това триумф.
През 189 – 188 пр.н.е. той е в 10-членната комисия при Антиох III и помага на проконсула Гней Манлий Вулзон. На връщане е убит в Тракия.